# Classe Tomas Batillo
La classe Tomas Batillo est une ancienne classe de huit patrouilleurs côtiers de la Marine philippine. Elle est issue de la classe Chamsuri, navires d'attaque rapide de la Marine de la république de Corée. Les dernières unités ont été décommissionnées en mars 2021 et seront remplacées par des Shaldag Mk V.

## Histoire

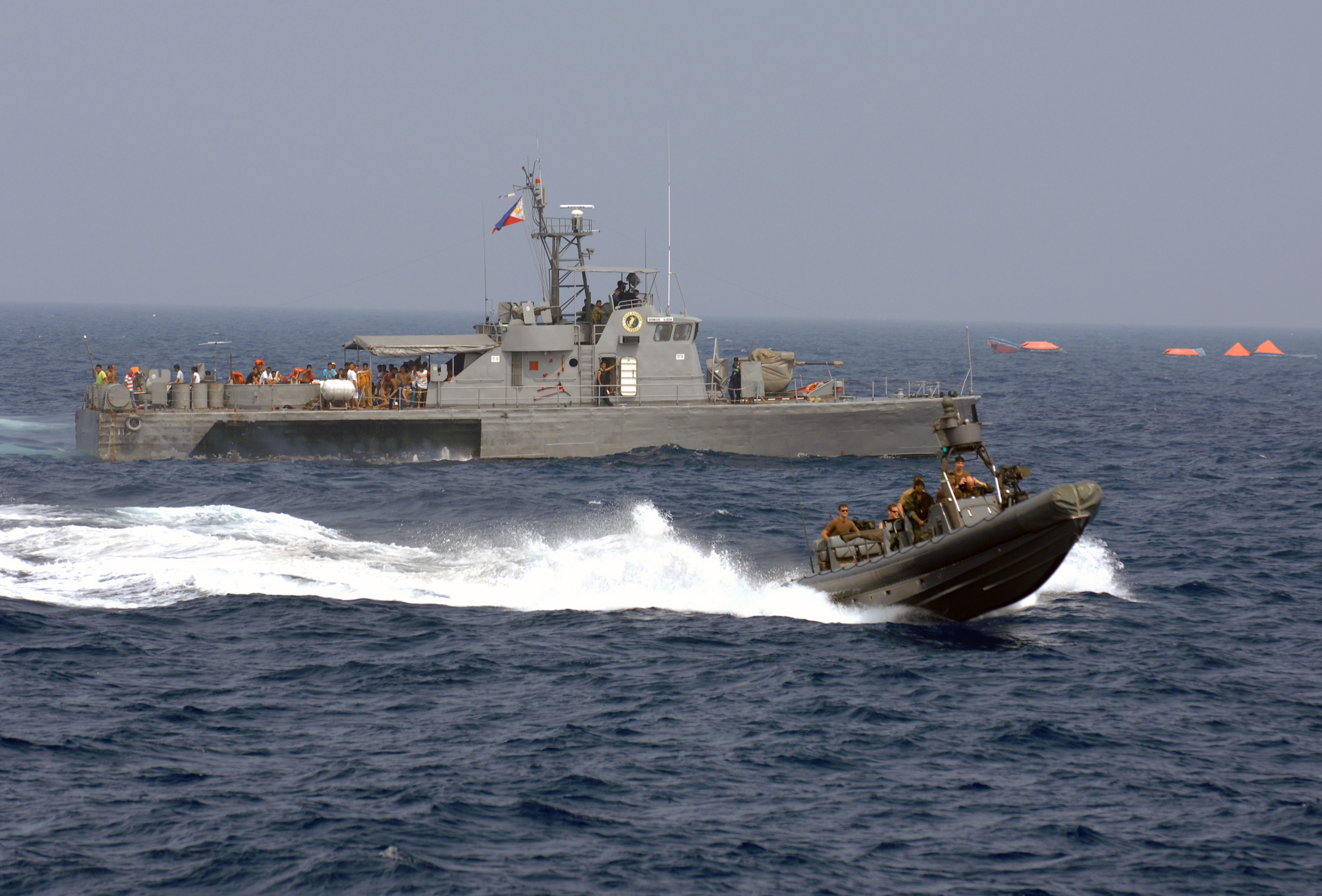
Le BRP Dionisio Ojeda (PG-117) et un canot pneumatique américain en mission de sauvetage lors d'un naufrage d'un ferry le 6 septembre 2009.

Les patrouilleurs de classe Chamsuri sont entrés en service dans les années 1970. Ils ont été construits par deux chantiers navals sud-coréens : Hyundai Heavy Industries et Hanjin Heavy Industries. Plus de 100 unités ont été réalisées, réparties en trois séries. La série PKM 101 était armée d'un canon Bofors 40 mm L/60, d'un canon bitube Emerlec EX-30 mm et d'un canon bitube Emerlec EX-20 mm. La série PKM 201 était plus lourdement armée, avec un double Emerlec EX-30 mm et un double Emerlec EX-20 mm, un double Sea Vulcan de 20 mm et deux mitrailleuses Saco M60. La série PKM 301 était armée d'un canon Bofors 40 mm, d'un double Sea Vulcan de 20 mm, de deux mitrailleuses de 12,7 mm et deux Saco M60.
Les quatre premiers navires sont transférés de la marine sud-coréenne à la marine philippine le 15 mai 1995. Les deux derniers navires en service sont retirés le 1er 2021.

## Les unités
Les navires acquis par les Philippines sont de la série PKM 201.
| Numéro        | Nom                    | Acquis       | Commissionné       | Service           | Statut                                                                     |
| ------------- | ---------------------- | ------------ | ------------------ | ----------------- | -------------------------------------------------------------------------- |
| PG-110        | BRP Tomas Batilo       | 15 juin 1995 | 22 mai 1996        | Marine philippine | Coulé par un typhon en 2003, renfloué en 2009, démoli                      |
| PG-111        | BRP Boni Serrano       | 15 juin 1995 | 22 mai 1996        | Marine philippine | Refonte entre 2006/2008, désarmé le 17 décembre 2020                       |
| PG-112        | BRP Bienvenido Salting | 15 juin 1995 | 22 mai 1996        | Marine philippine | Désarmé le 31 octobre 2018                                                 |
| PG-114        | BRP Salvador Abcede    | 15 juin 1995 | 22 mai 1996        | Marine philippine | Refonte entre 2009/2010, désarmé le 1er mars 2021                          |
| PG-115        | BRP Ramon Aguirre      | 15 juin 1995 | Non mis en service | Marine philippine | Accidenté en 1995. Sert de réserve de pièces détachées.                    |
| PG-116/PG-119 | BRP Nicolas Mahusay    | 1998         | 2 juillet 1998     | Marine philippine | Refonte entre 2006/2008, renommé PG-119, il est désarmé le 29 janvier 2020 |
| PG-117        | BRP Dionisio Ojeda     | 30 mai 2006  | 2007               | Marine philippine | Désarmé en 2016, coulé le 21 novembre 2018 lors d'un exercice de tir       |
| PG-118        | BRP Emilio Liwanag     | 30 mai 2006  | 15 avril 2011      | Marine philippine | Désarmé le 1er mars 2021                                                   |